# Мострас, Константин Георгиевич
Константи́н Гео́ргиевич Мо́страс (4 [16] апреля 1886 — 6 сентября 1965, Москва) — советский скрипач и музыкальный педагог. Заслуженный деятель искусств РСФСР (1937).

## Биография
Учился в Музыкально-драматическом училище Русского музыкального общества, в 1914—1922 сам в нём преподавал. Параллельно вёл исполнительскую деятельность как камерный музыкант в квартетах и других ансамблях. В 1922 был приглашён преподавать в Московскую консерваторию, где вскоре стал заведующим кафедрой скрипки. В 1922—1932 был активным участником Персимфанса.
Наибольшее значение Мострас имеет как педагог, сыгравший важную роль в развитии советской скрипичной школы. Разработав собственную методику преподавания, он воспитал таких известных скрипачей, как Андрей Абраменков, Иван Галамян, Михаил Терьян, Марина Козолупова, Маринэ Яшвили и Анаит Цицикян. Мострас — автор ряда педагогических работ, переложений для скрипки, редакций скрипичных сочинений (в том числе Сонат и Партит для скрипки соло И. С. Баха, Концерта Чайковского, совместно с Давидом Ойстрахом), этюдов.
Умер в 1965 году. Похоронен на Введенском кладбище (4 уч.).

## Награды
- два ордена Трудового Красного Знамени (03.06.1937 — за выдающиеся заслуги в области подготовки музыкальных кадров, 28.12.1946)
- Заслуженный деятель искусств РСФСР (1937)

## Некоторые работы
- Восточный танец : Для скрипки с ф.-п. Музгиз, М., 1937.
- 6 сонат и партит для скрипки соло И. С. Бахa
- 24 каприса для скрипки соло Н. Паганини. Музгиз, М., 1959.
- Динамика в скрипичном искусстве. Музгиз, М., 1956.
- Интонация на скрипке. Музгиз, М., 1947; Изд. 2-е, Музгиз, М., 1962.
- Ритмическая дисциплина скрипача. Музгиз, М.-Л., 1951.
- Система домашних занятий скрипача. Музгиз, М., 1956.